# Rüschergroeve
De Rüschergroeve is een voormalige zand- en kleigroeve gelegen ten zuidoosten van Schinveld in de Nederlandse provincie Limburg. Hier startte de kleiwinning in 1965  ten behoeve van de grofkeramische industrie. De groeve was oorspronkelijk in handen van DSM. De huidige eigenaar, de stichting Het Limburgs Landschap kreeg de groeve in 1992 aangeboden van DSM ter ere van het 60-jarig bestaan de stichting. In 2000 werd de kleiwinning definitief beëindigd en werd de groeve opgeleverd. Het natuurgebied bestaat uit de open groeve en verder uit eiken- en berkenbos. De bodem van de groeve is zeer voedselarm, waardoor er veel planten groeien die gedijen op schrale bodems. Tijdens een inventarisatie in 1999 werden meer dan 200 verschillende plantensoorten aangetroffen. Door de groeve stroomt het Rüscherbeekje.